# Озеки, Рут
Рут Озеки (англ. Ruth Ozeki; род. 12 марта 1956, Нью-Хейвен) — американо-канадская писательница, кинорежиссёр и буддийский священник. Лауреат Американской книжной премии, Женской премии за художественную литературу. Финалист Премии Национального круга книжных критиков и Букеровской премии.

## Биография
Родилась в семье Флойда Лаунсбери, исследователя майя и Масако Йокояма Лаунсбери, профессора лингвистики Йельского университета. Изучала английский язык и азиатскую культуру в Колледже Смит и японскую литературу в Университете Нара по стипендии японского правительства. В Японии работала по специальности, и преподавала английский язык в Университете Сангё. В 1985 году вернулась в Нью-Йорк, работала арт-директором в киноиндустрии и на телевидении. С 2006 года преподаёт творческое письмо на факультете английского языка и литературы в Колледже Смит.
Ее книги и фильмы, включая романы «My Year of Meats» (1998), «All Over Creation» (2003) и «Моя рыба будет жить» (2013), объединяют личные повествования с темами политики, истории, экологической политики, религии, войны и глобальной поп-культуры.
Фильм Озеки «Body of Correspondence» (1994) получил награду на кинофестивале в Сан-Франциско и был показан на канале PBS. В 1995 году её фильм «Halving the Bones» (1995) демонстрировался на различных кинофестивалях, включая Сандэнс, Всемирный кинофестиваль в Монреале и Margaret Mead Film Festival.
Рут Озеки изучала дзен-буддизм школы Сото-сю у Дзокецу Нормана Фишера, в 2010 году была посвящена в сан священника.
В 2022 году стала лауреатом Женской премии за художественную литературу за свой четвёртый роман «Книга формы и пустоты», в которой 14-летний мальчик после смерти отца начинает слышать голоса, исходящие от вещей в доме.
Вместе с мужем, художником-экологом Оливером Келлхаммером, она владеет домом в Британской Колумбии. Творческое вдохновение она находит в тишине Хеджбрука или на женском писательском семинаре на острове Уидби в штате Вашингтон. Её романы переведены более чем на тридцать языков.

## Произведения

### Романы
- My Year of Meats, 1998
- All Over Creation, 2003 (Американская книжная премия[14])
- Моя рыба будет жить / A Tale for the Time Being, 2013 (премия Ясная Поляна[15], Dos Passos Prize[16])
- The Book of Form and Emptiness, 2021

### Автобиография
- The Face: A Time Code, 2016